# Comorese blauwe vanga
De Comorese blauwe vanga (Cyanolanius comorensis) is een zangvogel uit de familie Vangidae (vanga's). De vogel werd in 1894 door George Ernest Shelley als Artamia comorensis beschreven.

## Kenmerken
Het is een forse vogel met een lengte van 16 tot 19 cm die op de Malagassische blauwe vanga lijkt en daarom ook wel als ondersoort werd beschouwd. Het mannetje is helemaal glanzend blauw van boven, maar iets lichter blauw dan de Malagassische soort. De keel, borst en buik zijn helder wit. en de staart heeft een donkere eindband. Het vrouwtje verschilt niet veel, ze is wat doffer gekleurd en heeft een roze waas op borst en buik. Kenmerkend is de blauwe, kegelvormige snavel.

## Verspreiding en leefgebied
Deze soort is endemisch op de Comoren. Er zijn twee ondersoorten:
- C. c. bensoni: op het eiland Grande Comore
- C.c. comorensis: op het eiland Mohéli

De vogel komt voor in diverse typen natuurlijk bos, vooral op berghellingen tot op 900 m hoogte.

## Status
De Comorese blauwe vanga heeft een beperkt verspreidingsgebied en daardoor is de kans op uitsterven aanwezig. De grootte van de populatie is niet bekend, maar men vermoedt dat de populatie-aantallen afnemen door habitatverlies. Het leefgebied wordt aangetast door ontbossing waarbij natuurlijk bos wordt omgezet in gebied voor intensief agrarisch gebruik en invasieve vegetatie. Om deze redenen staat deze soort als bedreigd op de Rode Lijst van de IUCN.